# Anacropora reticulata
Anacropora reticulata är en korallart som beskrevs av Veron och Wallace 1984. Anacropora reticulata ingår i släktet Anacropora och familjen Acroporidae. IUCN kategoriserar arten globalt som sårbar. Inga underarter finns listade i Catalogue of Life.